# Haushaltsausgaberest
Als Haushaltsausgaberest werden in der Kameralistik nicht ausgeschöpfte Ausgabeansätze bezeichnet, die am Jahresende nicht verfallen, sondern ins nächste Haushaltsjahr übertragen werden. 
Der Haushaltsausgaberest ergibt sich aus § 15 Abs. 1 HGrG, wonach Ausgaben für Investitionen und Ausgaben aus zweckgebundenen Einnahmen übertragbar sind. 
Entsprechend dem Haushaltsgrundsatz der zeitlichen Bindung gelten Ausgabeansätze nur für ein Jahr. Dieser Grundsatz wird durch die Übertragbarkeit von Haushaltsansätzen durchbrochen. Grundsätzlich verfallen nicht benötigte Ausgabenansätze mit Ablauf des Haushaltsjahres. Unter bestimmten Voraussetzungen darf jedoch eine Gemeinde beim Jahresabschluss Haushaltsreste bilden.
Wird ein Haushaltsausgaberest gebildet, dann sind diese übertragbaren Mittel von der zeitlichen Bindung befreit und bleiben im folgenden Jahr verfügbar. Für die betreffende Ausgabe muss also kein erneuter Haushaltsansatz gebildet werden.
Haushaltsausgabereste dürfen ausschließlich für die Maßnahmen Verwendung finden für die sie ursprünglich veranschlagt sind.
Im Verwaltungshaushalt ist die Bildung eines Haushaltsausgaberestes nur ausnahmsweise zulässig. Voraussetzung ist, dass die betreffende Ausgabe durch einen Planvermerk im Haushaltsplan für übertragbar erklärt wurde und dass diese Übertragbarkeit eine sparsame Mittelbewirtschaftung fördert. Ist ein Haushaltsrest gebildet, bleibt dieser längstens bis zum Ende des folgenden Jahres verfügbar. Nicht übertragbar sind Verfügungsmittel und die Deckungsreserven.
Im Vermögenshaushalt (Investitionen, Investitionsförderungsmaßnahmen) bleiben im Gegensatz zum Verwaltungshaushalt kraft Gesetzes alle Ansätze bis zur Fälligkeit der letzten Zahlung verfügbar. Bei Baumaßnahmen und Beschaffungen ist die Verfügbarkeit jedoch längstens zwei Jahre nach Schluss des Haushaltsjahres begrenzt, in welchem der Bau oder der beschaffte Gegenstand in seinen wesentlichen Teilen in Benutzung genommen werden kann.
Die Übertragung der von der Verwaltung gebildeten Haushaltsausgabereste beschließt die Gemeindevertretung im Rahmen der Feststellung der Jahresrechnung oder vorweg durch gesonderten Beschluss. Überschüssige Finanzmittel aus der Jahresrechnung können in eine allgemeine Rücklage eingestellt werden.
Ein hoher Anteil an Haushaltsausgaberesten in einer ausgeglichenen Jahresrechnung ist ein Hinweis auf eine stabile Finanzsituation der Gemeinde.